# Schottische Badmintonmeisterschaft 2013
Die Schottische Badmintonmeisterschaft 2013 fand vom 1. bis zum 3. Februar 2013 in Perth statt.

## Austragungsort
- Perth, Bell’s Sports Centre

## Medaillengewinner
| Disziplin    | Gold                         | Silber                        | Bronze                             |
| ------------ | ---------------------------- | ----------------------------- | ---------------------------------- |
| Herreneinzel | Calum Menzies                | Danny Leinster                | Ben Torrance                       |
| Herreneinzel | Calum Menzies                | Danny Leinster                | Craig Goddard                      |
| Dameneinzel  | Kirsty Gilmour               | Rita Yuan Gao                 | Emma Cook                          |
| Dameneinzel  | Kirsty Gilmour               | Rita Yuan Gao                 | Rebekka Findlay                    |
| Herrendoppel | Robert Blair Gordon Thomson  | Jamie Neill Keith Turnbull    | Martin Campbell Angus Gilmour      |
| Herrendoppel | Robert Blair Gordon Thomson  | Jamie Neill Keith Turnbull    | Watson Briggs Paul van Rietvelde   |
| Damendoppel  | Jillie Cooper Kirsty Gilmour | Rita Yuan Gao Caitlin Pringle | Hannah Laing Megan Richardson      |
| Damendoppel  | Jillie Cooper Kirsty Gilmour | Rita Yuan Gao Caitlin Pringle | Frances Heslop Viktoria Tsvetanova |
| Mixed        | Watson Briggs Imogen Bankier | Robert Blair Jillie Cooper    | Patrick MacHugh Caitlin Pringle    |
| Mixed        | Watson Briggs Imogen Bankier | Robert Blair Jillie Cooper    | Paul van Rietvelde Kirsty Gilmour  |